# Mike Trésor Ndayishimiye
Mike Trésor Ndayishimiye (Lembeek, 28 mei 1999) is een Belgisch voetballer die als aanvaller speelt.  Hij komt sinds juli 2021 uit voor het Belgische KRC Genk dat hem in het seizoen 2023/24 verhuurt aan Burnley FC. In juni 2023 maakte Trésor zijn debuut voor het Belgisch voetbalelftal.

## Carrière

### Jeugd
Hij werd geboren in het Belgische Lembeek als zoon van oud-profvoetballer en Burundees international Freddy Ndayishimiye, zijn moeder is van Rwandese afkomst.
Als jeugdspeler zette hij zijn eerste voetbalstappen bij KFC Avenir Lembeek en AFC Tubize. In de zomer van 2015 sloot hij aan bij de jeugdopleiding van RSC Anderlecht. Daar stond hij tot de zomer van 2018 onder contract.

### N.E.C.
Op 11 september 2018 werd bekend dat Ndayishimiye een contract voor drie seizoenen had getekend bij N.E.C. Hij debuteerde voor N.E.C. op 21 september 2018, in een met 2-3 gewonnen uitwedstrijd tegen Helmond Sport. Ndayishimiye kwam in de 78e minuut in het veld voor Jonathan Okita. Op 13 januari 2019 scoorde hij zijn eerste doelpunt voor N.E.C. in de met 3-2 verloren wedstrijd met FC Eindhoven. Op 1 februari was hij goed voor een goal en een assist tegen Jong FC Utrecht, net als op 26 april tegen kampioen FC Twente. In zijn eerste seizoen kwam hij tot zeven goals en drie assists in 27 wedstrijden. In zijn tweede seizoen bij N.E.C. wilde Ndayishimiye vertrekken. Hij speelde nog mee in de eerste twee competitiewedstrijden, maar ging daarna in staking.

### Willem II
N.E.C. verhuurde Ndayishimiye gedurende het seizoen 2019/20 aan Willem II, dat daarbij een optie tot koop bedong. Op 15 september 2019 debuteerde hij voor Willem II met een assist tegen Heracles Almelo. Op 30 oktober scoorde hij een hattrick in de beker tegen Quick Den Haag. Het waren zijn eerste doelpunten voor Willem II. Trésor ontpopte zich tot de revelatie van het seizoen in de Eredivisie en na een halfjaar lichtte Willem II de optie waardoor hij definitief overstapte naar Tilburg. Hij ging hierna als Mike Trésor spelen. In zijn eerste seizoen voor Willem II scoorde Trésor negen keer en gaf hij zes assists in 20 wedstrijden. Het seizoen erop gaf hij elf assists in de Eredivisie, alleen Steven Berghuis (13) en Dušan Tadić (17) gingen hem daarin voor. Hij bleek daarna onhoudbaar voor Willem II.

### KRC Genk
In juli 2021 tekent hij bij KRC Genk een contract tot 2025. Hij mocht officieel debuteren op 17 juli 2021 in basisopstelling voor de Belgische Supercup tegen Club Brugge. Trésor speelde de volle 90 minuten in deze wedstrijd. Eén week later startte hij ook in de eerste competitiewedstrijd op het veld van Standard Luik. Na enkele sterke eerste maanden onder coach John van den Brom kende hij net als de rest van zijn team een dip. In december 2021 werd Van den Brom ontslagen bij Genk en vervangen door de Duitse trainer Bernd Storck, onder Storck verdween Trésor naar het achterplan en kwam hij nog weinig aan spelen toe. Hij eindigde zijn seizoen op een totaal van 30 wedstrijden waarin hij niet tot scoren kwam, wel was hij goed voor 7 assists. 
In het seizoen 2022/23 nam Wouter Vrancken over als hoofdcoach bij Genk. Op de eerste speeldag van het seizoen 2022/23 werd hij in de basis gedropt op de positie van aanvallende middenvelder. Net na rust trapte hij Genk, op assist van Junya Ito op een 1-2 voorsprong. Dit was het eerste doelpunt van Trésor in Genkse loondienst. Trésor en Genk zouden de wedstrijd uiteindelijk wel nog verliezen met 3-2. Trésor werd in het seizoen 2022/23 een van de absolute uitblinkers van de Belgische competitie, hij deelde bovendien 24 assists uit en won daarmee de pro assist trofee. Hij en Genk zouden uiteindelijk op een tweede plaats stranden in de competitie. Op het einde van het seizoen werd Trésor uitgeroepen tot Profvoetballer van het Jaar als beste speler van de Belgische competitie.

### Burnley
Op 1 september 2023 was hij een deadlineday-aankoop van promovendus Burnley, dat met Vincent Kompany een landgenoot van Trésor had als trainer. Hij werd gehuurd met een verplichte optie tot koop de zomer erop, voor een bedrag van 18 miljoen euro. Op 18 september maakte hij als invaller zijn debuut in de Premier League tegen Nottingham Forest. Vijf dagen later had hij een basisplaats tegen Manchester United.

## Clubstatistieken
| Seizoen | Club         | Competitie      | Competitie | Competitie | Competitie | Beker | Beker | Beker | Internationaal | Internationaal | Internationaal | Totaal | Totaal | Totaal |
| Seizoen | Club         | Competitie      | Wed.       | Dlp.       | Ass.       | Wed.  | Dlp.  | Ass.  | Wed.           | Dlp.           | Ass.           | Wed.   | Dlp.   | Ass.   |
| ------- | ------------ | --------------- | ---------- | ---------- | ---------- | ----- | ----- | ----- | -------------- | -------------- | -------------- | ------ | ------ | ------ |
| 2018/19 | N.E.C.       | Eerste divisie  | 25         | 7          | 3          | 2     | 0     | 0     | —              | —              | —              | 27     | 7      | 3      |
| 2019/20 | N.E.C.       | Eerste divisie  | 2          | 0          | 0          | 0     | 0     | 0     | —              | —              | —              | 2      | 0      | 0      |
| 2019/20 | → Willem II  | Eredivisie      | 20         | 5          | 3          | 3     | 4     | 3     | —              | —              | —              | 23     | 9      | 6      |
| 2020/21 | Willem II    | Eredivisie      | 34         | 4          | 11         | 1     | 0     | 0     | 2              | 1              | 1              | 37     | 5      | 12     |
| 2021/22 | KRC Genk     | Eerste klasse A | 30         | 0          | 7          | 2     | 0     | 0     | 5              | 0              | 1              | 37     | 0      | 8      |
| 2022/23 | KRC Genk     | Eerste klasse A | 39         | 8          | 24         | 3     | 0     | 0     | —              | —              | —              | 42     | 8      | 24     |
| 2023/24 | KRC Genk     | Eerste klasse A | 2          | 0          | 0          | 0     | 0     | 0     | 3              | 1              | 1              | 5      | 1      | 1      |
| 2023/24 | → Burnley FC | Premier League  | 16         | 0          | 0          | 3     | 0     | 0     | —              | —              | —              | 19     | 0      | 0      |
| 2024/25 | Burnley FC   | Premier League  | 0          | 0          | 0          | 1     | 0     | 1     | 0              | 0              | 0              | 1      | 0      | 1      |
| Totaal  | Totaal       | Totaal          | 168        | 24         | 48         | 15    | 4     | 4     | 10             | 2              | 3              | 193    | 30     | 55     |

## Interlandcarrière

### Beloften
Trésor speelde tussen 2015 en 2018 jeugdinterlands voor de Belgische elftallen onder 17, onder 18, onder 19. In 2019 debuteerde hij onder bondscoach Johan Walem voor het Belgisch voetbalelftal onder 21. In 6 wedstrijden was Trésor goed voor 3 doelpunten.

### België
Op 6 juni 2023 werd Mike Trésor door Bondscoach Domenico Tedesco voor de eerste keer opgeroepen voor de nationale ploeg van het Belgische voetbalelftal. Hij behoorde samen met Olivier Deman, Ameen Al-Dakhil en Arnaud Bodart tot de vier nieuwkomers bij de selectie. Zij krijgen de kans om hun allereerste minuten in het Belgische tenue te maken in de EK-Kwalificatie wedstrijd tegen Oostenrijk en Estland.
Op 17 juni 2023 debuteerde hij tegen Oostenrijk. Hij viel na 84 minuten in voor Jérémy Doku. De wedstrijd eindigde op 1-1. Ook Ameen Al-Dakhil en Aster Vranckx, die later aan de selectie toegevoegd werd, maakten hun debuut. Drie dagen later mocht hij in zijn tweede interland tegen Estland starten vanaf de eerste minuut.

## Interlands
| Interlands van Mike Trésor voor België | Interlands van Mike Trésor voor België | Interlands van Mike Trésor voor België | Interlands van Mike Trésor voor België | Interlands van Mike Trésor voor België | Interlands van Mike Trésor voor België |
| No.                                    | Datum                                  | Wedstrijd                              | Uitslag                                | Soort Wedstrijd                        | Doelpunten                             |
| Als speler bij KRC Genk                | Als speler bij KRC Genk                | Als speler bij KRC Genk                | Als speler bij KRC Genk                | Als speler bij KRC Genk                | Als speler bij KRC Genk                |
| -------------------------------------- | -------------------------------------- | -------------------------------------- | -------------------------------------- | -------------------------------------- | -------------------------------------- |
| 1.                                     | 17 juni 2023                           | België – Oostenrijk                    | 1 – 1                                  | Kwalificatie EK 2024                   | -                                      |
| 2.                                     | 20 juni 2023                           | Estland – België                       | 0 – 3                                  | Kwalificatie EK 2024                   | -                                      |
| Totaal                                 | Totaal                                 | Totaal                                 | Totaal                                 | Totaal                                 | -                                      |

Bijgewerkt t/m 20 juni 2023.

## Erelijst
| Individueel                 |    |         |
| Ebbenhouten Schoen          | 1x | 2023    |
| Pro Assist                  | 1x | 2022/23 |
| Profvoetballer van het Jaar | 1x | 2022/23 |